# Xabanu (filha de Saltuque II)
Xabanu, ((em persa)شهبانو, (em azeri) Šahbānū sentido literal "princesa") era uma princesa turcomana, da Anatólia, filha do beilique, Saltuque II (Izaldim Saltuque) e irmã de Melique Mama Catum e de Naceradim Maomé e esposa de Soquemene II, um dos xás da Armênia.

## História
Xabanu e Soquemene II se casaram por volta do ano de 1130. Como rainha consorte Xabanu exerceria um papel fundamental para o Aquelate. Cabe lembrar que o Aquelate, entre os anos 1100-1207, era o centro do principado, chamado xás da Armênia, criado por seu esposo Soquemene, governador das regiões vizinhas do Lago de Vã e que, no passado, ele, Soquemene II fora [e ainda era]  um vassalo dos Grandes Seljúcidas.
Por volta de 1143/1148-49 ela fez a sua peregrinação religiosa.

## Realizações
Durante o longo reinado de Soquemene II (1128-1185), Aquelate tornou-se uma próspera região comercial e cultural e sua esposa Xabanu iniciou, pessoalmente, a partir de 1164, uma campanha de construção de estradas e pontes de pedra (substituindo as antigas de madeira), ligando as grandes cidades comerciais. Ela iniciou também a reconstrução da cidadela, completamente arruinada; ela contratou os serviços do engenheiro Caracuxe e um grande número de construtores e pedreiros. Este trabalho foi considerado como de alta qualidade conforme deduz-se do relato do inverno rigoroso de oito meses do corásmio, Jalaladim Mingueburnu que caiu sobre a cidade em 1229-1230. Por sua vez, Soquemene, também ele um empreendedor, encabeçou a construção de uma cidade conhecida nas fontes medievais como Suquemanabade, a oeste de Coi, na estrada de caravanas leste de Aquelate para Tabriz. Nenhum vestígio da arquitetura medieval de Aquelate sobreviveu, graças às invasões dos corásmios e dos mongóis, e aos terremotos devastadores de 1246 e 1276 que destruíram a maior parte da cidade.
Neste mesmo ano de 1164, uma outra irmã de Xabanu, mediante acordo, foi prometida em casamento ao sultão Quilije Arslã II (1156-1192), que desejava fazer uma aliança com Saltuque II contra o Maleque Iagui-Baçane dos danismêndidas. O sultão estabeleceu contato com Saltuque II mas a princesa foi capturada por Iagui Baçane e obrigada a casar-se com seu filho Dhu'l Nun.

## Os construtores da época
Os tipos de construção erguidas em Aquelate limitou-se aos tipos de construções característicos da região. Dois destes monumentos erigidos, de 1190, teve como construtor Tutebegue ibne Barã Alquilati (ou seja, de Aquelate). É este construtor que se dá ao título Najar. A rara qualidade destes construtores e a habilidade destes pedreiros e artesãos pode-se ser contesta pelas peças sobreviventes e pelos trabalhos realizados para Aladim em Cônia em 1155, que teve como arquiteto Menken Birti Alquilati. Outro destes construtores artesãos foi Tutebegue ibne Barã, um artesão itinerante que trabalhava para diferentes dinastias em torno da Anatólia. Este dois edifícios para Alai Han, um caravançarai perto de Aksaray na estrada para Kirçehir. Outras construções foram efetuadas a pedido deo seljúcida, o Sultão Quilije Arslã II. Mutos outros construtores de renome deixaram seus nomes gravados na história daquele tempo.

## Outros fatos marcantes
Em 1154/55, graças a uma tramoia entre o emir Facradim Xadade ibne Mamude e o rei da Geórgia Demétrio I (r. 1125–1154), o pai de Xabanu, Saltuque II, que estava em guerra contra os Georgianos por causa de revoltas em Ani, foi capturado e feito prisioneiro e foi graças a filha Xabanu que o monarca pode ser resgatado.

## Morte
A data de nascimento de Xabanu é estimada entre 1066 e 1186 e a data de sua morte é imprecisa, quanto a Soquemene II, este morreu em 1185, não deixando nenhum herdeiro, o que desencadeou um período de instabilidade política para o Sliãh-i Arman, que passou a ser governado por uma série de emires, vassalos e que se sucederam no trono até 1207, quando Aquelate foi conquistado pelos Aiúbidas